# Pont Eshima Ohashi
Le pont Eshima Ohashi (江島大橋, Eshima Ōhashi) est un pont qui relie Matsue, préfecture de Shimane et Sakaiminato dans la préfecture de Tottori au-dessus du lac Nakaumi, au Japon.
Il a été construit de 1997 à 2004 et c'est le plus grand pont à cadre rigide (en) du pays.
Des photographies du pont ont été largement diffusées sur Internet, en raison de son accès apparemment abrupt lorsqu'il est photographié à distance, mais en réalité, il ne s'agit que d'une distorsion car les pourcentages de côtes sont seulement de 6,1% du côté de Shimane et de 5,1% du côté de Tottori.
Le pont Eshima Ohashi a remplacé un précédent pont, moins pratique car, fonctionnant comme un pont-levis, la circulation était souvent obstruée par les navires qui passaient.

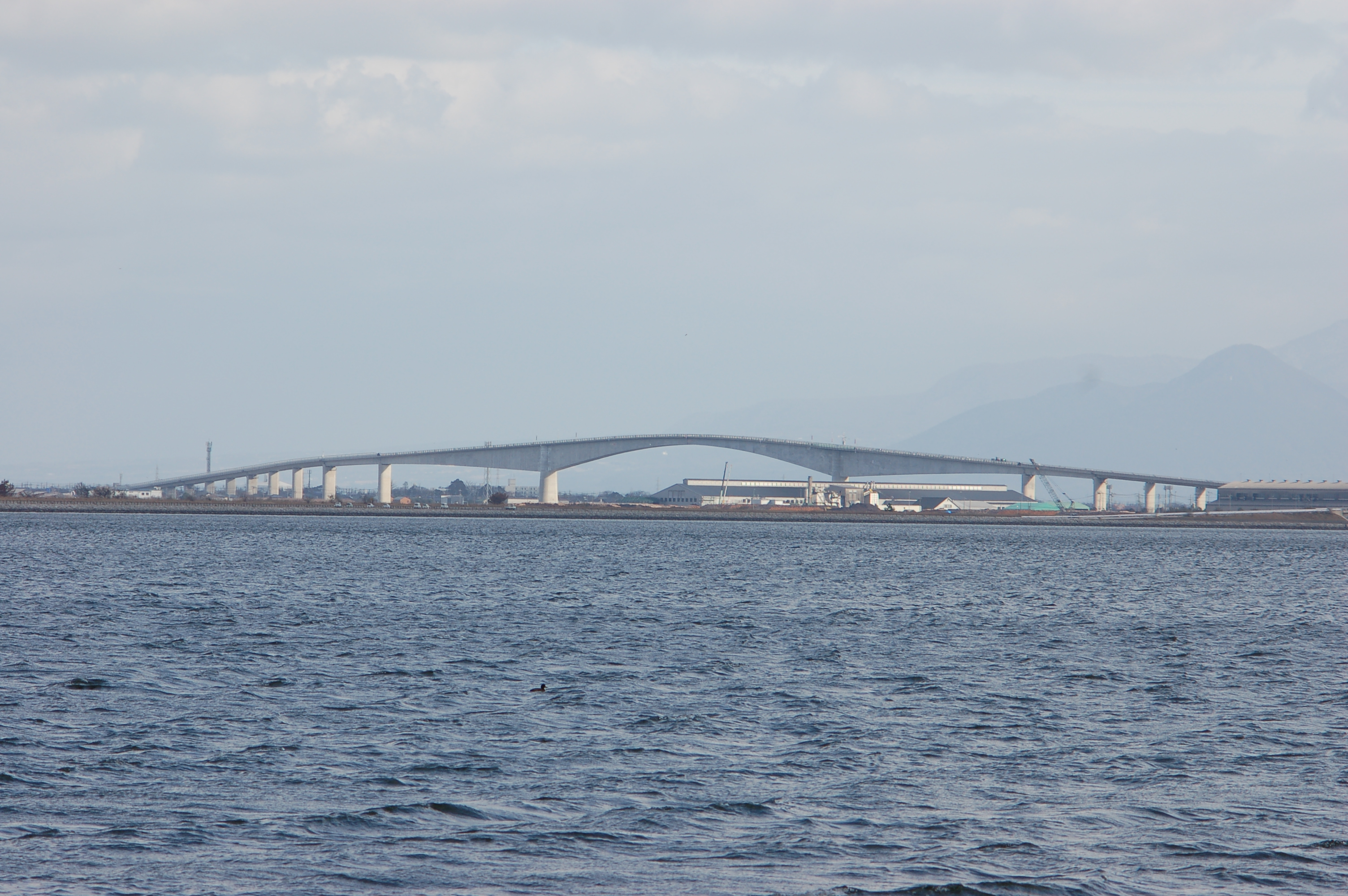
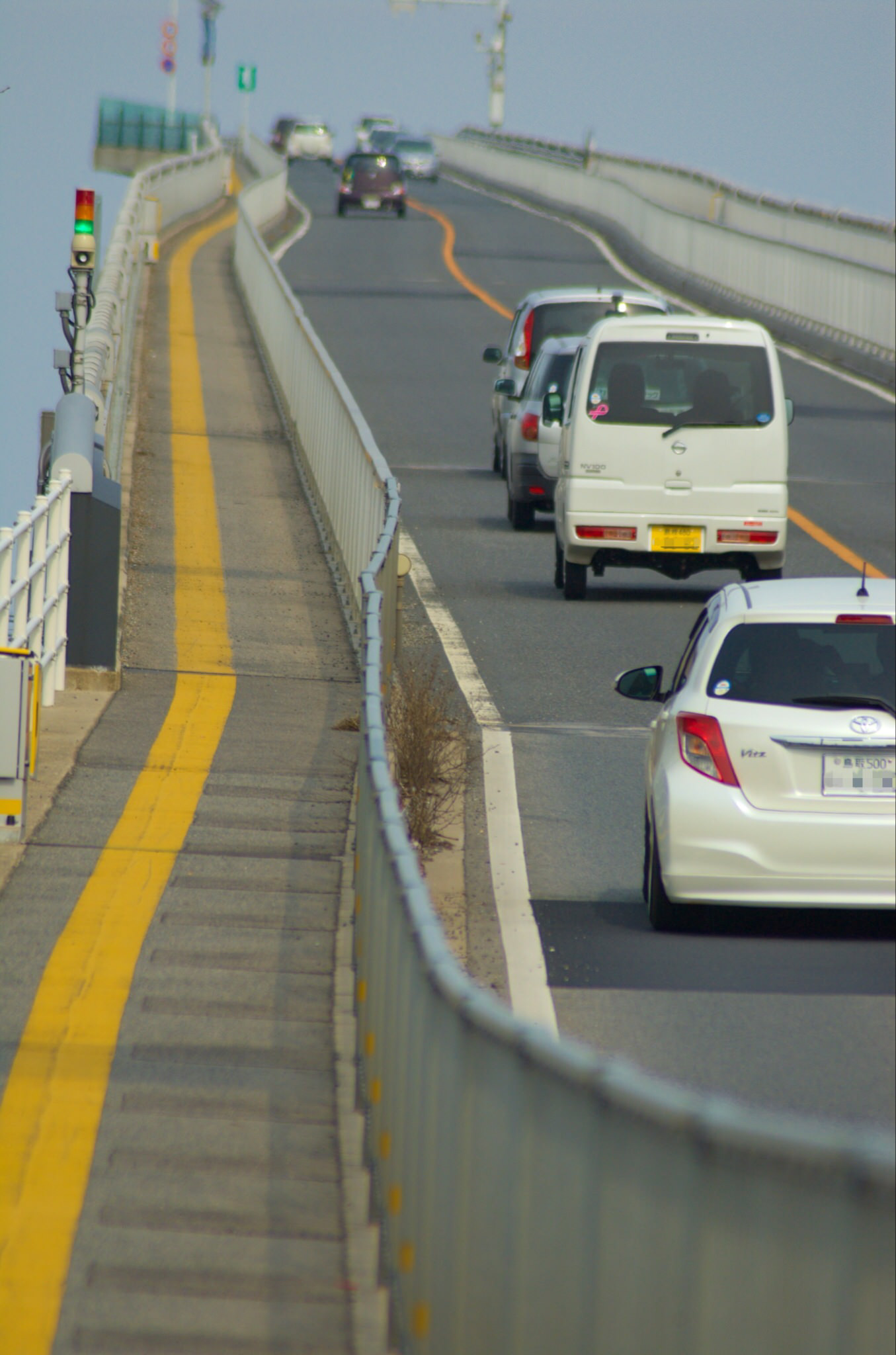
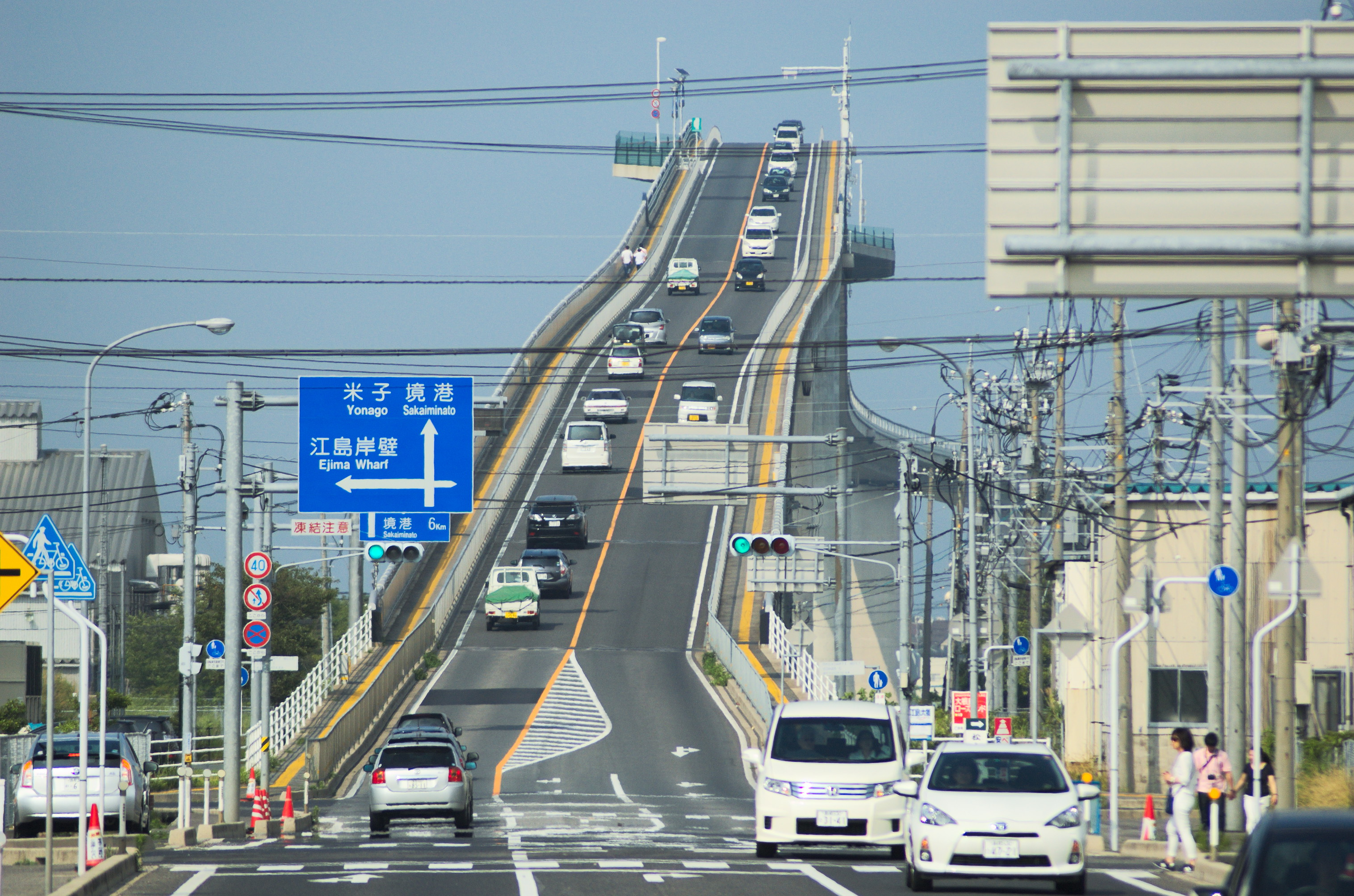